# Kredyt hipoteczny
Kredyt hipoteczny (ang. mortgage credit) – długoterminowy kredyt bankowy, którego zabezpieczeniem jest hipoteka ustanowiona na rzecz banku kredytującego na prawie użytkowania wieczystego lub prawie własności nieruchomości.
Udzielany jest najczęściej na budowę lub zakup nieruchomości. Kredyt może być zaciągany w walucie krajowej lub zagranicznej obranej przez klienta a oferowanej przez bank.
W Polsce kredyt hipoteczny to zbiór różnego rodzaju kredytów opartych na wpisie w księdze wieczystej w dziale IV. 
Do grupy kredytów hipotecznych zalicza się: 
- kredyt mieszkaniowy,
- kredyt budowlany-hipoteczny,
- kredyt konsolidacyjny
- pożyczka hipoteczna.

## Zabezpieczenia
Podstawowym zabezpieczeniem kredytu hipotecznego jest hipoteka, ale nie jedynym. Kredytobiorca ręczy swoim majątkiem obecnym i przyszłym oraz swoimi dochodami obecnymi i przyszłymi. Górną granicą ewentualnych roszczeń banku jest wartość hipoteki. W przypadku kredytów waloryzowanych kursem waluty górna wartość hipoteki może zmieniać się. Od czasu zmiany rekomendacji S przez Komisję Nadzoru Finansowego w 2013 roku, kredyty hipoteczne w Polsce mogą być udzielane tylko w walucie, w której kredytobiorca pobiera wynagrodzenie.
Tymczasowymi formami zabezpieczenia (do czasu ustanowienia hipoteki) zazwyczaj są: ubezpieczenie pomostowe, poręczenie, weksel, blokada środków na rachunku (np. lokaty) oraz poręczenie osoby trzeciej, posiadającej zdolność kredytową.

## Rodzaje kredytów hipotecznych
Kredyty hipoteczne to nie tylko kredyty na budowę domu czy zakup mieszkania. Rodzajów kredytów hipotecznych jest więcej. Takimi produktami są: kredyt hipoteczny konsolidacyjny, kredyt hipoteczny refinansowany oraz pożyczka hipoteczna.
- Kredyt hipoteczny konsolidacyjny pozwala na połączenie kilku kredytów w jeden – dzięki temu mamy jedno zobowiązanie i jedną ratę, a nie tak jak dotychczas kilka.
- Kredyt hipoteczny refinansowany ma na celu spłatę wcześniej zaciągniętego kredytu na korzystniejszych warunkach niż w poprzednim zobowiązaniu.
- Pożyczka hipoteczna pozwala na uzyskanie środków na dowolny cel z zabezpieczeniem w postaci hipoteki ustanowionej na nieruchomości klienta[4].

## Koszty związane z kredytem hipotecznym
Całkowity koszt kredytu hipotecznego zależy od wielu czynników, z których głównym są odsetki naliczane od kapitału pozostałego do spłaty. Pozostałe koszty to:
- Prowizja bankowa
- Ustanowienie hipoteki (wpisem w księdze wieczystej prowadzonej przez sąd)
- Koszty notarialne
- Założenie księgi wieczystej dla nieruchomości jej nie posiadających lub przy wydzieleniu odrębnego lokalu w nieruchomości
- Ubezpieczenie od zdarzeń losowych z cesją praw z polisy na bank kredytujący (niezbędna w całym okresie kredytowania w odróżnieniu od ubezpieczenia kredytu – tylko do momentu ustanowienia hipoteki)
- Ubezpieczenie na życie z cesją na rzecz banku
- Całkowity koszt kredytu (CKK) – suma wszystkich kosztów związanych z kredytem.
- Prowizja za wcześniejszą spłatę (od 21 lipca 2017 roku banki mogą pobierać prowizję za wcześniejszą spłatę w maksymalnej wysokości do 3% przez pierwsze 3 lata dla kredytów z oprocentowaniem zmiennym. Dla kredytów z oprocentowaniem stałym istnieje możliwość pobierania prowizji przez cały okres kredytowania)[5].